# Hiperparatiroidismo
Hiperparatiroidismo é uma doença caracterizada pelo excessivo funcionamento das glândulas paratiroides, causando aumento da produção do hormônio paratireóidico / hormona paratiroideia (PTH) na circulação.
Pode ser classificado como primário e secundário.
Hiperparatiroidismo primário  leva a sinais e sintomas decorrentes do aumento de cálcio no sangue (hipercalcemia), na urina (hipercalciúria), perda óssea de cálcio e pedras nos rins (cálculo renal). Pode ser provocada por tumores benignos (adenomas), hiperplasia ou muito raramente por tumores malignos na tiróide. No Brasil atinge 0,1% da população e ocorre mais freqüentemente nas mulheres na proporção de 3 para 1, sendo mais comum após os 60 anos.
Hiperparatiroidismo secundário é relacionado a perda da função renal, ao contrário do hiperparatiroidismo primário, não cursa com aumento do cálcio, se relaciona em alguns casos até com hipocalcemia, e com consequente hiperfosfatemia. A perda de massa óssea também está presente.
Nos dois casos, o hiperparatiroidismo grave pode evoluir com tumor marrom e calcificação vascular, lesão óssea identificada no raio X do osso acometido, que pode ser qualquer osso do corpo.

## Diagnóstico
O hiperparatiroidismo primário é de difícil diagnóstico pois 50% são assintomáticos. Os sintomas mais comuns são pedras no rins repetidas vezes (20% dos casos), algum dentre diversos problemas ósseos graves como osteíte fibrose cística (30% dos casos) e em 2% a 3% ocorre a chamada síndrome neuropsiquiátrica que inclui depressão, confusão mental e hiper-reflexia profunda. Mesmo quando assintomático está associado a um aumento de risco para doenças cardiovasculares, diabetes e fraturas osteoporóticas.
Alterações ósseas podem ser observadas através de radiografias das mãos, ossos longos, coluna, crânio e arcada dentária. As alterações renais podem ser avaliadas através da ultra-sonografia abdominal.
Em caso de suspeita o diagnóstico pode ser feito identificando elevação do cálcio no soro (acima de 10,4 mg/dl), elevação do hormônio da paratireóide (PTH) e deficiência de vitamina D. Caso verifique-se esse aumento do cálcio e de PTH deve-se procurar a causa destas alterações através de exames de imagem na região do pescoço (ultra-sonografia, cintilografia, tomografia e ressonância magnética).
Nos casos de hiperparatiroidismo secundário tolera-se PTH de valores mais elevados e os valores de referência dependem da função renal do paciente. O diagnóstico de hiperparatiroidismo secundário deve ser pensado a todo paciente com disfunção renal, principalmente aqueles submetidos a tratamento dialítico. A fosfatase alcalina aumentada é reflexo da ação osteoblástica também aumentada.

## Sintomas
Na presença de níveis mais elevados surgem sintomas como fraqueza muscular, perda de apetite, fadiga, emagrecimento, coceira, obstipação, dor abdominal, náuseas, vômitos, aumento do volume urinário, sonolência, dificuldade de concentração, confusão mental, depressão, delírios e dores ósseas.
Quando persiste por um tempo prolongado surgem sintomas digestivos associáveis à úlcera duodenal e pancreatite, cólica renal, insuficiência renal, atrofia muscular, alterações visuais, acentuação das dores ósseas, hipertensão arterial e alterações do electrocardiograma.
Fratura por fragilidade é um indício importante para investigação diagnóstica.

## Causas
Hiperparatiroidismo primário: os adenomas são causados por um crescimento desordenado das células mas geralmente são benignos. As hiperplasias tem origem genéticas. Nesta situação são conhecidas as mutações que provocam estas alterações, além de ocorrerem associações com outras doenças glandulares, constituindo as adenomatoses endócrinas múltiplas que envolvem o pâncreas, as supra-renais, a tiróide e a hipófise. Os raríssimos casos de tumores malignos não têm causas definidas.
Alguns médicos defendem que uma das causas é o declínio de vitamina D, nutriente essencial para a absorção de cálcio.
Hiperparatiroidismo secundário: A redução da filtração glomerular provoca aumento do PTH por ausência da resposta ao estímulo endócrino no rim. A perda do controle do cálcio secundário a perda da função renal provoca um "feed-back positivo": redução da reabsorção renal de cálcio - aumento do estímulo da paratiroide.

## Prevenção
Hiperparatiroisdimo primário: quando existe tendência genética é importante o exame periódico dos níveis de cálcio em todos os familiares em primeiro grau regularmente, a partir da puberdade. Nesses casos, se estiver disponível, pode ser também realizada a pesquisa da mutação associada às diversas adenomatoses múltiplas.
Hiperparatiroisdimo secundário: Prevenção de doenças renais

## Tratamento
Hiperparatiroidismo primário
Caso a paciente seja uma mulher pós-menopausa e assintomática a terapia de reposição hormonal leva à supressão da reabsorção óssea, redução da excreção urinária de cálcio e aumento da densidade mineral óssea. Para diminuir o cálcio no sangue pode-se utilizar o raloxifeno, um modulador seletivo do receptor estrogênico. O alendronato melhora a densidade mineral óssea e o cloridrato de cinacalcet (sensipar) bloqueia o excesso de PTH em 87% dos pacientes.
Se a hipercalcemia for grave, através de hidratação por via oral ou por via endovenosa. Se estas medidas não forem eficazes, podem ser associados diuréticos, a cortisona calcitonina ou os bifosfonato.
A correcção da hipercalcemia é sintomática, uma vez que o tratamento curativo é realizado através da cirurgia das paratiroides, que consta da extracção do adenoma ou do carcinoma, quando esta for a causa do hiperparatiroidismo, ou da extracção das quatro glândulas paratiróides e implante de uma delas numa região do antebraço ou do pescoço, quando a causa for a hiperplasia das glândulas.
Hiperparatiroidismo secundário
O controle da paratiroide depende do controle do fósforo, através de dieta e quelante de fósforo (cloridrato de sevelamer)
Vitamina D na forma ativa: 1,25 hidroxivitamina-d, calcitriol
Cálcio mimético (Cinacalcete): agonista do receptor de vitamina-D
Aumento da concentração de cálcio no dialisato
Em alguns casos, quando bem avaliados de hipocalcemia pode ser administrado carbonato de cálcio, porém deve ser considerado o aumento de calcificação vascular.
Em casos severos a paratiroidectomia (retirada das glândulas), subtotal em geral para transplantados renais, ou total com autoimplante (esternal ou em antebraço).